# 閑院

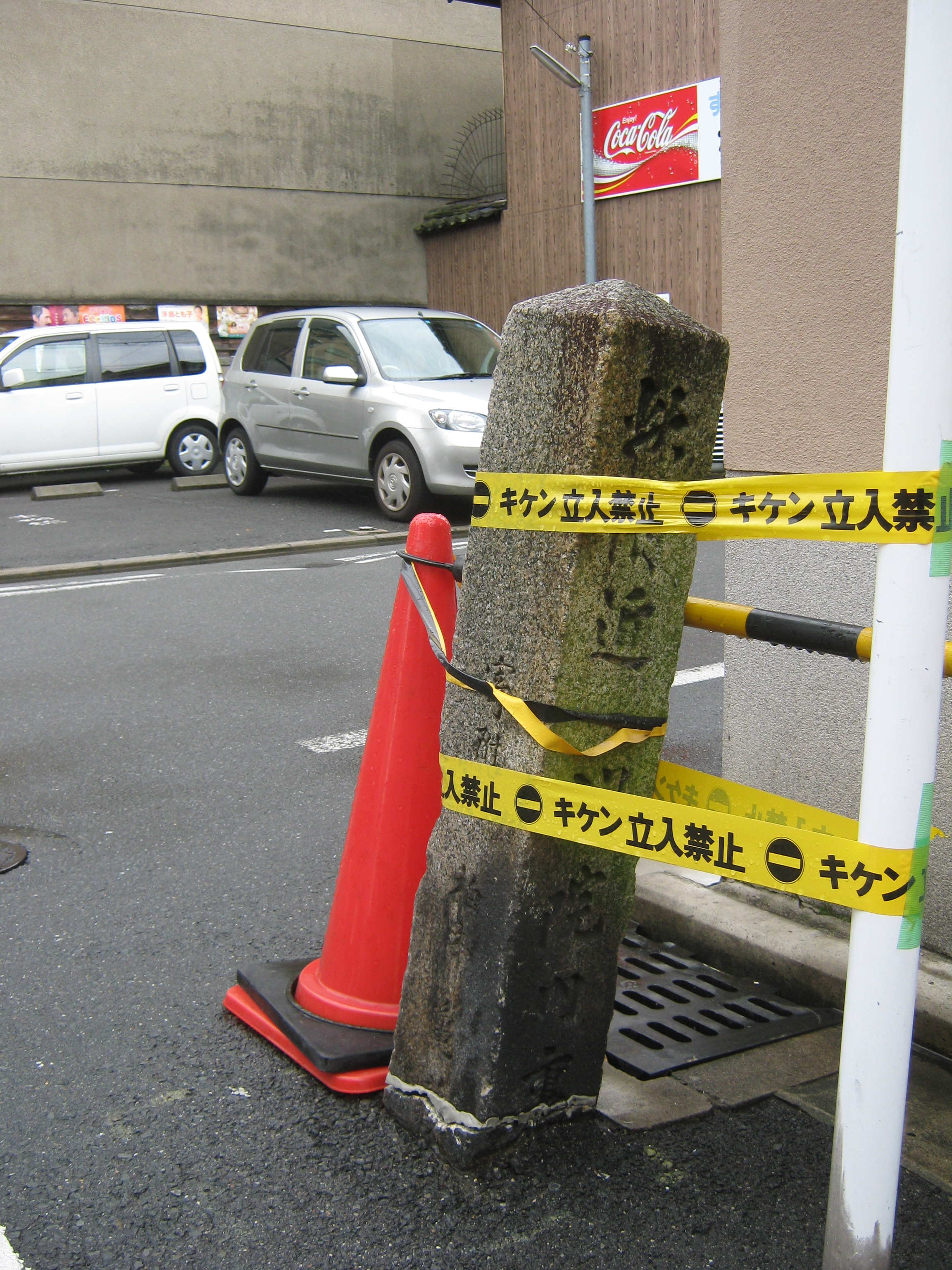
押小路通小川西北角にある「此附近 閑院内裏」碑

閑院（かんいん）は、平安京左京三条二坊（現在の京都市中京区押小路通小川通付近）にあった邸宅。平安時代初期に藤原冬嗣が建てた邸宅が起源となっており、平安時代末期から鎌倉時代中期にかけて里内裏が置かれた。
二条大路の南、西洞院大路の西に所在し、面積は方1町。閑院の東には東三条殿、西には堀河殿があった。
藤原冬嗣（775年 - 826年）が邸宅とし「閑院大臣」と呼ばれた。その後、藤原兼通（925年 - 977年）が所有し、その子の藤原朝光（951年 - 995年）も居住して「閑院大将」「閑院大納言」とも呼ばれた。朝光が閑院に居住していた時、円融院が堀河殿に暮らしており、閑院に咲く桜をめぐって和歌のやり取りをした。
その後、兼通の弟である藤原公季（956年 - 1029年）が閑院を受け継いだ。公季は太政大臣に上って「閑院大臣」と呼ばれ、その末裔は閑院流と呼ばれた。閑院流は白河天皇（生母は藤原茂子）、鳥羽天皇（生母は藤原苡子）、崇徳天皇・後白河天皇（生母は藤原璋子）の外戚となり、院政期に栄えた。
鎌倉幕府は閑院を改修して紫宸殿・清涼殿を具えた本格的な殿舎を造営し、後鳥羽天皇以来8代にわたって中心的な皇居（本所）となった（閑院内裏）。この間、後堀河天皇の安貞元年（1227年）に大内裏が焼亡して以後その再建は放棄され、「本内裏」が消滅した。
閑院は宝治3年（1249年）の閑院火災など幾度かの火災に見舞われている。正元元年（1259年）に焼失したのち、同じ場所で再建されることはなかった。後深草天皇は富小路殿に移り、一方で後深草天皇の系統（持明院統）と対立していた大覚寺統は万里小路殿や二条殿を本拠とした。
閑院内裏はその後の里内裏の模範と見なされ、花園天皇の文保元年（1317年）に幕府が造営した富小路殿（冷泉富小路殿/二条富小路内裏）は、閑院内裏の復元を図ったものであった。『徒然草』第33段には、高齢の玄輝門院（洞院愔子）が50年以上前の閑院内裏の記憶から、特定の窓の形状について復元の誤りを指摘した話を載せている。